# Léon Cantave
Léon Cantave (* 4. Juli 1910 in Mirebalais, Haiti; † 16. Februar 1967 in Paris, Frankreich) war ein haitianischer General, Politiker und Präsident von Haiti.

## Biografie
Cantave trat der Armee Haitis (Forces Armées d’Haïti) bei, in der bis zum General und Chef des Generalstabes aufstieg. Nach dem Rücktritt von Franck Sylvain wurde er als dessen Nachfolger am 1. April 1957 erstmals Präsident von Haiti. Fünf Tage später übergab er die Macht am 6. April 1957 an einen dreizehnköpfigen Regierungsexekutivrat.
Sechs Wochen später übernahm er am 20. Mai 1957 allerdings wiederum selbst das Amt des Präsidenten von Haiti, nach dem der Regierungsrat beabsichtigte ihn und Oberst Pierre Armand, den damaligen Polizeipräsidenten von Port-au-Prince, ihrer Posten zu entheben. Wiederum fünf Tage später übergab er das Präsidentenamt am 25. Mai 1957 an Daniel Fignolé. Anschließend trat er vom Amt des Oberkommandierenden der Armee freiwillig zurück, nachdem Fignolé beabsichtigte Oberst Antonio Thrasybule Kebreau dieses Amt übertragen wollte.
Im Juli 1963 startete er zusammen mit Oberstleutnant René Léon von der Dominikanischen Republik aus einen Versuch zum Sturz von Diktator François Duvalier. Am 7. August 1963 kam es zur Belagerung von Port-au-Prince, wo sich Präsident Duvalier in seinem Präsidentenpalast versteckte. Über mehrere Wochen lieferte er sich dabei mehrere Gefechte mit der regulären Armee Haitis, bis er schließlich am 22. September 1963 bei dem Versuch zur Eroberung der Kaserne von Ouanaminthe eine empfindliche Niederlage erlitt. Anschließend wurde er zunächst in der Dominikanischen Republik inhaftiert, bis er schließlich 1964 nach New York ins Exil ging.